# Elas por Elas
Elas por Elas är en brasiliansk telenovela som sändes på TV Globo från 2023 till 2024, Deborah Secco, Késia Estácio, Isabel Teixeira, Thalita Carauta, Mariana Santos, Karine Teles och Maria Clara Spinelli i huvudrollerna.

## Rollista (i urval)
- Deborah Secco als Lara
- Késia Estácio als Thaís
- Isabel Teixeira als Helena
- Mariana Santos als Natália
- Thalita Carauta als Adriana
- Karine Teles als Carolina "Carol"
- Maria Clara Spinelli als Renée
- Lázaro Ramos als Mário Fofoca
- Cássio Gabus Mendes als Otávio
- Mateus Solano als Jonas
  - Dani Flomin als unga Jonas
- Alexandre Borges als Pedro
- Marcos Caruso als Sérgio
- Filipe Bragança als Giovani
- Rayssa Bratillieri als Isis
- Monique Alfradique als Érica
- Valentina Herszage als Cristina "Cris"
- Paula Cohen als Miriam
- Luis Navarro als Eduardo
- Claudia Mauro
- Paula Burlamaqui
- César Mello als Wagner
- Mariah da Penha als Raquel
- Cosme dos Santos als Evilásio
- Castorine als Yeda
- Mary Sheila
- Viétia Zangrandi
- Maria Ceiça als Marlene
- Diego Cruz als Aramis
- Bia Santana
- Kíria Malheiros
- Chao Chen
- Richard Abelha als Tony
- Liza Del Dala
- Jade Mascarenhas
- Fernanda Lasevicth
- Regiana Antonini as Maninha
- Luciano Mallmann